# شوليه باي دي لوار 2015
شوليه باي دي لوار 2015 (بالفرنسية: Cholet-Pays de Loire 2015 )‏ هو سباق دراجات هوائية، وهو الموسم رقم 38 من السباق، وأقيم في 22 مارس 2015، وامتدّ لمسافة 208 كيلومتر، وهو أحد سباقات طواف أوروبا للدراجات 2015، وهو من نوع سباق يوم واحد، وقد شارك في السباق 137 متسابقاً ووصل إلى نهايته 114 متسابقاً.
فاز فيه بالمركز الأول بيريك فيدريجو، وبالمركز الثاني جون أندر إنساوستي، وبالمركز الثالث بابتيست بلانكايرت، والفريق الفائز في ترتيب الفرق Roubaix Lille Métropole 2015.

## الفرق
| فرق عالمية (2)- AG2R La Mondiale - FDJ فرق قارية محترفة (8)- أندروني جوكاتولي-سيدرمك 2015 ‏ - Bretagne-Séché Environnement - كاجا رورال-سيغوروس 2015 ‏ - Cofidis, Solutions Crédits - Cult Energy Pro Cycling ‏ - Europcar - سبورت فلاندرين بالويس 2015 ‏ - Wanty-Groupe Gobert فرق قارية (8)- أرمي دي تير 2015 ‏ - إتش بي بي تي بي – أوبير 93 ‏ - ديلكو ‏ - موسم يوسكادي مورياس 2015 ‏ - Akros–Excelsior–Thömus ‏ - Van Rysel–Roubaix ‏ - Veranclassic–Ago ‏ - بنجوال باوليز ساوكس دبليو بي ‏ |  |
| |  |

## الفائزون
| الترتيب    | الفائز                  |
| ---------- | ----------------------- |
| الفائز     | بيريك فيدريجو           |
| الثاني     | جون أندر إنساوستي       |
| الثالث     | بابتيست بلانكايرت       |
| تسلق الجبل | سيدريك بينو             |
| أفضل شاب   | جون أندر إنساوستي       |
| الفريق     | Roubaix Lille Métropole |

## وصلات خارجية
- الموقع الرسمي
- لمحة عن سباق شوليه باي دي لوار 2015 على موقع  ProCyclingStats   (برو  سايكلنج  ستاتس) - إحصاءات  محترفي  الدراجات.
- شوليه باي دي لوار 2015 على موقع إحصائيات الدراجات الإحترافية (الإنجليزية)
- شوليه باي دي لوار 2015 في موقع Cycling Archives سايكلنج أركايفز